# Mr. Probz

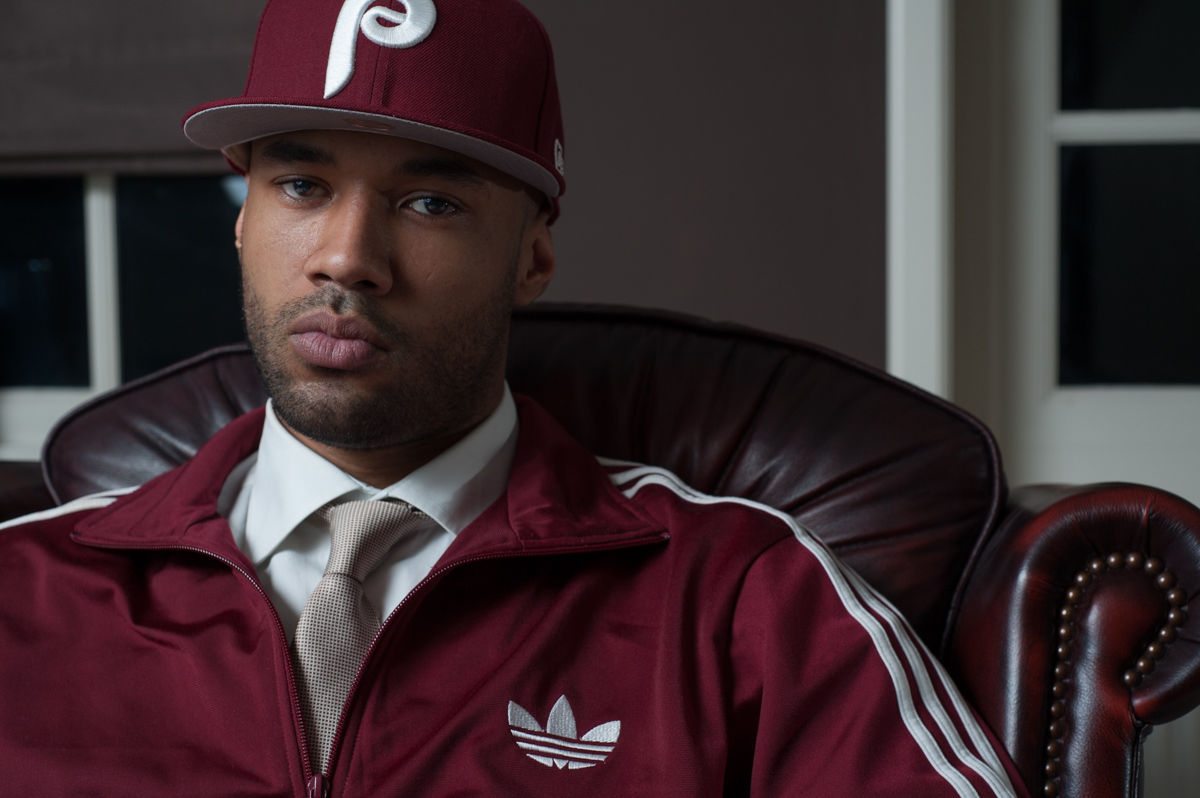
Mr. Probz (2013)

Mr. Probz (* 15. Mai 1984; eigentlich Dennis Princewell Stehr) ist ein niederländischer Sänger und Rapper aus Zoetermeer. International bekannt wurde er 2013 mit seinem Hit Waves, der im Remix von Robin Schulz in vielen Ländern ein Nummer-eins-Hit wurde.

## Biografie
Dennis Princewell Stehr wuchs mit einer Mutter aus Dänemark und einem Stiefvater von den Niederländischen Antillen auf. Sein leiblicher Vater stammt aus Ghana. Er selbst begann als Graffiti-Künstler und wurde dann Rapper. Unter dem Namen Mr. Probz machte er erstmals als einer der Hauptdarsteller in Bolletjes Blues auf sich aufmerksam, dem ersten niederländischen Hip-Hop-Film. Mit dem Song Welkom in ons leven vom Soundtrack hatten die Darsteller 2006 einen ersten Hit (Platz 46 in den niederländischen Top 100). Weitere Hip-Hop-Erfahrung sammelte er in den USA als Sänger unter anderem für The Alchemist, Joe Budden und Raekwon.
Ein weiterer Erfolg für Mr. Probz war zwei Jahre später Begrijp me niet verkeerd, dafür bekam er für das beste Video einen State Award, den niederländischen Hip-Hop-Preis. Ein weiterer Hit war 2010 Meisje luister an der Seite des Amsterdamer Rappers Kleine Viezerik. Im selben Jahr wurde er als unbeteiligter Beobachter eines Streits angeschossen.
Seinen Durchbruch über die Hip-Hop-Szene hinaus hatte Mr. Probz 2013. Mit den Opposites hatte er einen Charthit in den Nederlandse Top 40 mit dem Titel Sukkel voor de liefde. Kurz darauf kam er mit seiner eigenen Single Waves sogar bis in die Top Ten. Das Video wurde bei YouTube millionenfach aufgerufen. Im September war sein Debütalbum The Treatment ein Erfolg in den Albumcharts.
Kurz nach dem Erfolg in den Niederlanden wurde Waves vom deutschen DJ Robin Schulz entdeckt und als Bootleg-Remix verbreitet. Er erreichte bei Soundcloud siebenstellige Zugriffszahlen und erlangte international Aufmerksamkeit. Anfang 2014 wurde der Song in der Robin-Schulz-Version in Deutschland veröffentlicht. Ende Januar stieg er in die deutschen Charts ein und kam kurz darauf auf Platz eins. Ende Juni erreichte er Platin-Status. Auch in Österreich und der Schweiz stieg Waves im März an die Chartspitze. Nach Veröffentlichung im April 2014 stieg der Song auch in England auf Platz 1 ein.
Nach dem weltweiten Erfolg des Songs Waves nahm Stehr einen Remix der Version von Robin Schulz auf. Hierbei wurde die zweite Strophe des Tracks vom US-amerikanischen Sänger und Rapper Chris Brown neu eingesungen. Ebenfalls wirkte der Rapper T.I. mit. Der Remix brachte das Lied ein weiteres Mal in die Charts. Insbesondere in den USA steigerte der Mix den kommerziellen Erfolg.
Ende des Jahres 2014 gab der niederländische DJ und Produzent Hardwell bekannt, dass auf seinem im Januar 2015 erscheinenden Album United We Are der Track Birds Fly vorhanden sein wird, dessen Gesangspart Mr. Probz beisteuerte.
Im März 2018 erschien die Single Space for Two, drei Monate später dessen Remix des niederländischen DJs und Produzenten R3hab.

## Diskografie

### Studioalben
| Jahr | Titel         | Höchstplatzierung, Gesamtwochen, AuszeichnungChartsChartplatzierungen (Jahr, Titel, Platzierungen, Wochen, Auszeichnungen, Anmerkungen) | Anmerkungen                |
| Jahr | Titel         | NL | Anmerkungen                |
| ---- | ------------- | --- | -------------------------- |
| 2013 | The Treatment | NL12 (17 Wo.)NL | Erstveröffentlichung: 2013 |

### EPs
- 2017: Against the Stream

### Singles
| Jahr | Titel Album                             | Höchstplatzierung, Gesamtwochen, AuszeichnungChartplatzierungen (Jahr, Titel, Album, Platzierungen, Wochen, Auszeichnungen, Anmerkungen) | Höchstplatzierung, Gesamtwochen, AuszeichnungChartplatzierungen (Jahr, Titel, Album, Platzierungen, Wochen, Auszeichnungen, Anmerkungen) | Höchstplatzierung, Gesamtwochen, AuszeichnungChartplatzierungen (Jahr, Titel, Album, Platzierungen, Wochen, Auszeichnungen, Anmerkungen) | Höchstplatzierung, Gesamtwochen, AuszeichnungChartplatzierungen (Jahr, Titel, Album, Platzierungen, Wochen, Auszeichnungen, Anmerkungen) | Höchstplatzierung, Gesamtwochen, AuszeichnungChartplatzierungen (Jahr, Titel, Album, Platzierungen, Wochen, Auszeichnungen, Anmerkungen) | Höchstplatzierung, Gesamtwochen, AuszeichnungChartplatzierungen (Jahr, Titel, Album, Platzierungen, Wochen, Auszeichnungen, Anmerkungen) | Anmerkungen                                                                    |
| Jahr | Titel Album                             | DE | AT | CH | UK | US | NL | Anmerkungen                                                                    |
| ---- | --------------------------------------- | --- | --- | --- | --- | --- | --- | ------------------------------------------------------------------------------ |
| 2013 | Sukkel voor de liefde Slapeloze nachten | — | — | — | — | — | NL11 ×2Doppelplatin · (10 Wo.)NL | Erstveröffentlichung: 29. März 2013 The Opposites feat. Mr. Probz              |
| 2013 | Waves The Treatment                     | — | — | — | — | — | NL6 ×6Sechsfachplatin · (28 Wo.)NL | Erstveröffentlichung: 25. November 2013                                        |
| 2014 | Waves (Robin Schulz Remix) Prayer       | DE1 ×4Vierfachplatin · (59 Wo.)DE | AT1 Gold · (33 Wo.)AT | CH1 Platin · (53 Wo.)CH | UK1 ×5Fünffachplatin · (70 Wo.)UK | US14 ×2Doppelplatin · (25 Wo.)US | — | Erstveröffentlichung: 17. Januar 2014 Verkäufe: + 12.000.000; mit Robin Schulz |
| 2014 | Nothing Really Matters –                | DE82 (1 Wo.)DE | — | — | UK72 (1 Wo.)UK | — | NL1 ×4Vierfachplatin · (26 Wo.)NL | Erstveröffentlichung: 27. September 2014                                       |
| 2015 | Another You Embrace                     | DE75 (4 Wo.)DE | AT55 (1 Wo.)AT | — | — | — | NL8 Platin · (18 Wo.)NL | Erstveröffentlichung: 8. Mai 2015 Armin van Buuren feat. Mr. Probz             |
| 2016 | Fine Ass Mess –                         | — | — | — | — | — | NL34 (2 Wo.)NL | Erstveröffentlichung: 13. Mai 2016                                             |
| 2018 | Space for Two –                         | — | — | — | — | — | NL22 (9 Wo.)NL | Erstveröffentlichung: 9. März 2018                                             |

Weitere Singles
- 2008: Begrijp me niet verkeerd (feat. Winne)
- 2013: I’m Right Here
- 2013: Turning Tables
- 2013: Gold Days (feat. Action Bronson)
- 2014: Little Secrets (Professor Green feat. Mr. Probz)
- 2017: Till You’re Loved (NL: Gold)
- 2017: Tears Gone Bad
- 2017: Streets
- 2017: Gone (feat. Anderson .Paak)
- 2018: Praying to a God
- 2019: Faith (Galantis & Dolly Parton feat. Mr. Probz, US: Gold)

### Weitere Veröffentlichungen
- 2006: Welkom in ons leven (Cast aus Bolletjes Blues feat. Negativ, Raymzter, Derenzo, Mr. Probz & Kimo)
- 2009: Gora gora rang (Fair-Skinned) (Imran Khan feat. Mr. Probz)
- 2010: Meisje luister (Kleine Viezerik feat. Mr. Probz)
- 2014: Twisted (50 Cent feat. Mr. Probz)

## Auszeichnungen für Musikverkäufe
| Goldene Schallplatte - Belgien - 2015: für die Single Nothing Really Matters - Dänemark - 2014: für die Single Waves (Robin Schulz Remix) - 2018: für die Single Nothing Really Matters - Frankreich - 2014: für die Single Waves - Portugal - 2019: für die Single Waves (Robin Schulz Remix) - Schweden - 2015: für die Single Another You Platin-Schallplatte - Belgien - 2014: für die Single Waves - Griechenland - 2025: für die Single Waves (Robin Schulz Remix) - Kanada - 2022: für die Single Faith - Spanien - 2014: für das Streaming Waves (Robin Schulz Remix) | 2× Platin-Schallplatte - Mexiko - 2020: für die Single Waves - Schweden - 2015: für die Single Nothing Really Matters - Spanien - 2024: für die Single Waves (Robin Schulz Remix) 4× Platin-Schallplatte - Australien - 2016: für die Single Waves - Dänemark - 2014: für das Streaming Waves (Robin Schulz Remix) - Italien - 2019: für die Single Waves (Robin Schulz Remix) - Kanada - 2017: für die Single Waves (Robin Schulz Remix) 5× Platin-Schallplatte - Neuseeland - 2025: für die Single Waves 5× Platin-Schallplatte - Schweden - 2014: für die Single Waves (Robin Schulz Remix) |

Anmerkung: Auszeichnungen in Ländern aus den Charttabellen bzw. Chartboxen sind in ebendiesen zu finden.
| Land/RegionAuszeichnungen für Musikverkäufe (Land/Region, Auszeichnungen, Verkäufe, Quellen) | Gold     | Platin       | Verkäufe  | Quellen                 |
| -------------------------------------------------------------------------------------------- | -------- | ------------ | --------- | ----------------------- |
| Australien (ARIA)                                                                            | —        | 4× Platin4   | 280.000   | aria.com.au             |
| Belgien (BRMA)                                                                               | Gold1    | Platin1      | 45.000    | ultratop.be             |
| Dänemark (IFPI)                                                                              | 2× Gold2 | 4× Platin4   | 60.000    | ifpi.dk                 |
| Deutschland (BVMI)                                                                           | —        | 4× Platin4   | 1.200.000 | musikindustrie.de       |
| Frankreich (SNEP)                                                                            | Gold1    | —            | 75.000    | infodisc.fr             |
| Griechenland (IFPI)                                                                          | —        | Platin1      | 20.000    | Einzelnachweise         |
| Italien (FIMI)                                                                               | —        | 4× Platin4   | 200.000   | fimi.it                 |
| Kanada (MC)                                                                                  | —        | 5× Platin5   | 400.000   | musiccanada.com         |
| Mexiko (AMPROFON)                                                                            | —        | 2× Platin2   | 120.000   | amprofon.com.mx         |
| Neuseeland (RMNZ)                                                                            | —        | 5× Platin5   | 150.000   | radioscope.co.nz        |
| Niederlande (NVPI)                                                                           | Gold1    | 11× Platin11 | 455.000   | nvpi.nl                 |
| Österreich (IFPI)                                                                            | Gold1    | —            | 15.000    | ifpi.at                 |
| Portugal (AFP)                                                                               | Gold1    | —            | 5.000     | Einzelnachweise         |
| Schweden (IFPI)                                                                              | Gold1    | 7× Platin7   | 300.000   | sverigetopplistan.se    |
| Schweiz (IFPI)                                                                               | —        | Platin1      | 30.000    | hitparade.ch            |
| Spanien (Promusicae)                                                                         | —        | 3× Platin3   | 120.000   | elportaldemusica.es ES2 |
| Vereinigte Staaten (RIAA)                                                                    | Gold1    | 2× Platin2   | 2.500.000 | riaa.com                |
| Vereinigtes Königreich (BPI)                                                                 | —        | 5× Platin5   | 3.000.000 | bpi.co.uk               |
| Insgesamt                                                                                    | 9× Gold9 | 59× Platin59 |           |                         |